# Astèrix i els normands
Astèrix i els normands (francès: Astérix et les Normands) és el novè àlbum de la sèrie Astèrix el gal de René Goscinny (guió) i Albert Uderzo (dibuix), publicat en francès el 1966. El 2006 es va presentar una pel·lícula en dibuixos animats amb el títol Astèrix i els víkings.

## Sinopsi
Gudurix, nebot de Copdegarròtix, és enviat al poblet gal des de Lutècia de vacances, perquè facin d'ell tot un home. En un principi, és ell qui contagia amb els seus costums de gran ciutat als gals. Mentrestant, els homes de Grosenbaf, el cap dels normands, decideixen viatjar a la Gàlia, desitjosos de conèixer què és la por (volen saber-ho tot), car segons els han dit, la por dona ales. Un cop arribats, troben a Gudurix qui, fart dels costums gals, surt d'allà en direcció a Lutècia. Pel camí, el seu carro s'espatlla i els normands el rapten. Llavors, Astèrix i Obèlix s'assabenten del que ha passat i decideixen salvar-lo. Al mateix temps, Assegurançatòrix, aconsellat per Gudurix, decideix marxar a Lutècia a la recerca de majors èxits musicals sense saber que, aquest cop gràcies a ell, els gals triomfaran de nou.

## Comentaris
- El bard Assegurançatòrix té un paper principal en aquesta història, perquè els seus talents musicals es mostren molt útils i li valen per un cop la invitació al banquet final tradicional. En el curs del mateix banquet, el seu enemic etern, Esautomàtix, està lligat a l'arbre tradicional d'Assegurançatòrix, amb julivert tapant-li les orelles.
- El carro esportiu que condueix a tota velocitat Gudurix és fabricat a Mediolanum (actual Milà)
- Tots els personatges normands tenen un nom que acaba en "-af", a imatge del nom escandinau "Olaf"
- Davant el desembarcament dels normands és vist per Gudurix com "un desembarcament de Normandia"
- Els normands també tenen una poció màgica: el Calvados.
- Els pirates apareixen en dues ocasions, amb el vaixell ja enfonsat, tot i que aquest cop pels normands (p. 9 i 48)

## Context i antecedents
Els autors juguen amb representacions de la cultura popular dels guerrers víkings, pel fet que tots portin cascs amb banyes. Tanmateix, no hi ha cap evidència històrica que això fos realment així; si és possible que el portaven, devia ser en poques ocasions.
Els normands també posseeixen una mena de poció màgica, la calva que origina el calvados actual, que beuen de les calaveres dels seus vençuts. De fet, al llarg de l'àlbum, Goscinny té un plaer maliciós en barrejar referències als vikings normands escandinaus, i les dels normands de la futura província francesa de Normandia. Així és com, a més de calva, els Normands de l'àlbum fan servir molta nata a la seva cuina, donen respostes normandes, fan forats normands, però criden "Mort al ren! per Mort a les vaques!", etc. Desembarquen a la Gàl·lia cantant "Vull tornar a veure la meva Normandia", en referència a les paraules de Ma Normandie de Frédéric Bérat.
Paral·lelament, Assurancetourix surt del poble cantant per provar sort a Lutècia (a l'Olympix de Lutèce, que recorda l'Olympia de París). Durant el seu pas per la futura Normandia, el seu cant espanta els animals i les vaques locals i fa tornar la seva llet.
Goudurix representa una síntesi de la joventut parisenca i francesa dels anys 60, cantant Le Monkix. Es tracta d'un jove de la ciutat, de moda, pelut, amant de la música Ié-ié enèrgica. Arriba al poble amb un cupé esportiu: un "tanc esportiu made in Mediolanum", una referència directa als cotxes Alfa Romeo, les fàbriques històriques dels quals es troben a Milà.